# Rafał Romanowski
Rafał Romanowski, né le 15 février 1978 à Ciechanów est un député européen représentant la Pologne.

## Biographie
Il vient de Szulmierz, dans la commune de Regimin. Diplômé en journalisme et relations publiques de la Faculté des sciences politiques de l'Université humaniste de Pułtusk, ainsi qu'en marketing et publicité de la même université (alors appelée l'Académie humaniste de Pułtusk). Il a suivi des études de troisième cycle en Executive MBA à l'École supérieure de gestion de Varsovie. En 2022, il a obtenu un doctorat en sciences sociales à l'Académie technique militaire de Varsovie.
Il a travaillé dans la télévision locale à Ciechanów et chez Polkomtel. Ensuite, à partir de 2006, il a été conseiller de Henryk Kowalczyk (alors secrétaire d'État au ministère de l'Agriculture et du Développement rural), ainsi que chef de son cabinet en tant que représentant du gouvernement pour la formation du système agraire.
De août 2007 au 16 novembre 2007, il a occupé le poste de secrétaire d'État au ministère de l'Agriculture et du Développement rural. La même année, il a tenté sans succès de se faire élire au Parlement depuis la dernière place sur la liste de Droit et justice dans la circonscription de Płock (il a obtenu 3419 voix). À partir de 2009, il a travaillé dans la société commerciale Stadnina Koni "Nowe Jankowice", notamment en tant que procureur. À partir de 2009, il a également été vice-président du conseil d'administration de la société Grupa Hodowców Koni "Koń zimnokrwisty".
Il a occupé le poste de vice-président du conseil d'administration de l'Association des éleveurs de chevaux de race froide (2009-2017), puis en 2018, il est devenu membre du conseil de cette organisation. Il a présidé le conseil du Groupe d'action locale "Orzyc-Narew" (2011-2016) et en 2013, il est devenu président de l'Association du Jardin d'enfants amical à Maków Mazowiecki.
En novembre 2015, il a de nouveau été nommé sous-secrétaire d'État au ministère de l'Agriculture et du Développement rural. Aux élections de 2018, il a obtenu un mandat de conseiller régional de Mazovie de la VIe législature sur la liste de Droit et Justice. Aux élections de 2019, il a été candidat au Parlement européen dans la circonscription n° 5, remportant 11 420 voix. L'année même, il a également candidaté pour être élu au Parlement dans la circonscription de Płock. En janvier 2020, il a démissionné de ses fonctions de secrétaire d'État. En mars de la même année, il est devenu le représentant du ministre des actifs d'État Jacek Sasin pour les affaires agroalimentaires. En novembre 2021, il est revenu au poste de sous-secrétaire d'État au ministère de l'Agriculture et du Développement rural.
En février 2022, il a obtenu le droit de prendre le siège parlementaire libéré par Łukasz Szumowski, ce qu'il a accepté. Le même mois, au ministère de l'Agriculture, il est devenu secrétaire d'État et a été également nommé représentant du gouvernement pour la formation du système agraire. En 2023, il a candidaté sans succès pour le Parlement de la Xe législature. En novembre 2023, il a obtenu un mandat de député européen de la IXe législature en remplacement de Zbigniew Kuźmiuk,. En conséquence, il a mis fin à ses fonctions de secrétaire d'État.